# Lista över namngivna platser i Gävle
Lista över namngivna platser (ej parker) inom f.d. Gävle stads område.
- Agötorget
- Bessemerplan
- Bobergsplan
- Borgmästarplan
- Brändströmsplan
- Bäckebrokrysset
- Börsplan
- Centralplan
- Eiraplan
- Engelbrektsplan
- Floraplan
- Fridstaplan
- Forellplan
- Gammelbroplan
- Gustavsplan
- Hagaplan
- Hamntorget
- Hartmans plan
- Hemlinggrind
- Hemstaplan
- Islandsplan
- Kristinaplan
- Källbacksplan
- Norrkrysset
- Nynäsplan
- Oskarsplan
- Repareplan
- Rådhustorget
- Siriusplan
- Slottstorget
- Sofiaplan
- Staffansplan
- Stortorget
- Södermalmstorg
- Teaterplan
- Tolvforsplan
- Tullplan
- Waldenströmsplan
- Vegaplan
- Viktoriaplan